# Кокудака
Кокудака (яп. 石高制 кокудакасэй) — система оценки доходности земельного участка по производительности в Японии раннего Нового времени. Критерием производительности было количество риса, которое можно было потенциально собрать с участка. Это количество фиксировалось в государственных земельных кадастрах и служило мерилом. Объемы риса обсчитывали в единицах «коку». Дословно «кокудака» означает «количество коку».
Система оценки земли была внедрена в конце 16 века, в ходе составления земельных кадастров Тоётоми Хидэёси. Ее целью был отрыв самураев от земли, ликвидация негосударственного частного землевладения. Согласно этой системе вместо определенного земельного участка хозяин давал вассалу зарплату в виде рисового пайка, размер которой соответствовал количеству риса, который собирали с этого участка. В течение 17—19 веков состоятельность хозяина и его слуг оценивались не количеством, а продуктивностью земель, оценивалась в «коку».
Жизненным минимумом на один день считалось 0,001 «коку», что составляло около 150 г неварёного риса.